# Михо Михов
Михо Димитров Михов е български офицер и дипломат, бивш началник на Генералния щаб на Българската армия.

## Биография
Михо Михов е роден на 1 февруари 1949 г. в с. Сенник, област Габрово, където завършва и основно образование. 
Завършва с отличие Строителен Техникум „Ангел Попов“ - гр. Велико Търново през 1968 г.
Завършва Висшето военновъздушно училище „Георги Бенковски“ в с. Долна Митрополия, специалност „Летец пилот“ през 1972, през 1980 г. – Военна академия „Георги Раковски“ в гр. София, специалност „Командно-щабна оперативно-тактическа подготовка“, а през 1988 г. – Генерал-щабната академия Военна академия на Генералния щаб на Въоръжените сили на СССР „К. Е. Ворошилов“ в гр. Москва.
Като военен изпълнява длъжностите:
- инструктор летец, заместник-командир на звено във втори учебно-боен авиополк с. Каменец (1972 – 1974 г.);
- зам.-командир на ескадрила във втори учебно-боен авиополк с. Каменец (1974 – 1978 г.)
- обучаем във Военна академия „Георги Раковски“ в гр. София (1978 – 1980 г.)
- командир на ескадрила във втори учебно-боен авиополк с. Каменец (1980 – 1981 г.);
- зам.-командир на втори учебно-боен авиополк с. Каменец (1981 – 1982 г.)
- командир на втори учебно-боен авиополк с. Каменец (1982 – 1986 г.); (този полк основно е база за обучение на обучаемите във Висшето военновъздушно училище „Георги Бенковски“ в с. Долна Митрополия)
- служи в ГЩ на Българската армия - командирован като обучаем в Генерал-щабната академия Военна академия на Генералния щаб на Въоръжените сили на СССР „К. Е. Ворошилов“ в гр. Москва (1986 – 1988 г.);
- зам.-командир по летателната част на десети смесен авиационен корпус (1988 –  1990 г.);
- командир е на втора дивизия ПВО базирана в Ямбол (1990 – 1992 г.) като на 17 август 1991 г. е удостоен с еднозвездното генералско звание – генерал-майор
- началник е на Главния щаб и командващ Военновъздушни сили (1992 – 1997 г.) като е повишен в двузвездно звание генерал-лейтенант през 1992 г, и на 19 август 1996 г. е преназначен от длъжността командващ на Военновъздушните сили и назначен за началник на Главния щаб на Военновъздушните сили и командващ Военновъздушните сили, считано от 1 септември 1996 г.[1]
- началник на Генералния щаб (1997 – 2002 г.) – на 11 юни 1997 г. е освободен от длъжността началник на Гл. щаб на ВВС и командващ на ВВС, назначен за началник на ГЩ на Българската армия и удостоен с тризвездното висше военно звание генерал-полковник.[2]

На 11 юни 2000 г. срокът за назначаване на ген. Михов на длъжността началник на Генералния щаб на Българската армия е удължен с 2 години.
На 7 юли 2000 г. е повишен с четвърта генералска звезда, и удостоен с висше военно звание генерал.
На 6 юни 2002 г. е освободен от длъжността началник на Генералния щаб на Българската армия и назначен за съветник на върховния главнокомандващ на Въоръжените сили на Република България по военната сигурност на страната. На 7 юни 2002 г. е награден с орден „Стара планина“ първа степен с мечове за активното му участие в извършването на военната реформа, за дългогодишна безупречна служба в Българската армия и във връзка с изтичането на мандата му като началник на Генералния щаб на Българската армия.
На последната си военна длъжност съветник на върховния главнокомандващ на въоръжените сили по военната сигурност Георги Първанов служи от 7 юни 2002 г. до 30 март 2005 г. когато е освободен от длъжността, а на 15 април 2005 г. и преминава в резерва като запасен.
о.з. генерал Михов е посланик на България в Република Македония от 2005 до 2009 година като наследява на тази позиция Александър Йорданов. През 2008 година, по случай 90 години от края на Първата световна война, заедно с граждански организации от България и Македония организира поход Охрид – Дойран, който проследява позициите на българската армия по Солунския фронт.
На парламентарните избори през 2009 г. той е мажоритарен и пропорционален кандидат на Коалиция за България в Габровския избирателен район, но не е избран за депутат.
Снет на 1 февруари 2012 г. от запаса поради навършване на пределна възраст за генерали 63 г.
Един от учредителите и деец на движение 2012 – 2013 година, от 2014 г партия Алтернатива за българско възраждане, на бившия президент Георги Първанов
Народен представител от партия Алтернатива за българско възраждане и председател на комисията по отбрана 2014 – 2017 година. Впоследствие партията не е парламентарно представена.

## Образование
- Висше военновъздушно училище „Георги Бенковски“ – 1967 – 2 септември 1972
- Военната академия „Г. С. Раковски“ – до 1980
- Военна академия на Генералния щаб на Въоръжените сили на СССР „К. Е. Ворошилов“ – до 1988

## Военни звания
- Курсант (1968)
  - Лейтенант – 2 септември 1972
  - Старши лейтенант – 12 септември 1975
  - Капитан – 20 септември 1979
  - Майор – 5 август 1982
  - Подполковник – 8 септември 1987
  - Полковник – 10 май 1990
  - Генерал-майор (с 1 звезда) – 17 август 1991
  - Генерал-лейтенант (с 2 звезди) – 31 август 1992
  - Генерал-полковник (с 3 звезди) – 11 юни 1997[12]
  - Генерал (с 4 звезди) - (7 юли 2000)